# LSL Motorradtechnik
LSL Motorradtechnik is een Duits bedrijf dat motorfietsen en motorfietsonderdelen vervaardigt en verkoopt.
Het bedrijf is gespecialiseerd in technische accessoires en onderdelen voor motoren. Er staat een fabriek in Krefeld en het bedrijf exporteert wereldwijd precisieonderdelen. Er is een researchafdeling die professionele motorrenners ondersteunt. Het relatief kleine bedrijf werkt samen met TÜV Rheinland.
De tijdschriften Motorrad en PS riepen LSL Motorradtechnik uit tot beste merk in de categorieën Customizing en Tuner.
Een voorbeeld van een motoronderdeel dat het bedrijf produceert is de 'Crash Ball', een roestvrijstalen of aluminium stuurprop die de stuurtrillingen moet dempen en tevens als crash pad dienstdoet.

## Geschiedenis
Het bedrijf werd in 1985 opgerichte door ontwerper Jochen Schmitz-Linkweiler, die custom-motoren maakt en motoren ombouwt.
- 1985: de eerste Duitse "supermotor" (op basis van een KLR 600)
- 1996: een aangepaste motor (Harley) speciaal voor de familie van Charlie Chaplin, in de stijl van de jaren 30. Hiervan zijn er 10 gebouwd.
- 2005: De merknaam Clubman wordt gebruikt voor diverse retroklassieke projecten.[3]